# Liste der Biografien/Olo
Liste der Biografien |
Portal Biografien |
Personensuche
# |
A |
B |
C |
D |
E |
F |
G |
H |
I |
J |
K |
L |
M |
N |
O |
P |
Q |
R |
S |
T |
U |
V |
W |
X |
Y |
Z |
?
 
Oa |
Ob |
Oc |
Od |
Oe |
Of |
Og |
Oh |
Oi |
Oj |
Ok |
Ol |
Om |
On |
Oo |
Op |
Oq |
Or |
Os |
Ot |
Ou |
Ov |
Ow |
Ox |
Oy |
Oz
 
Ola |
Olb |
Olc |
Old |
Ole |
Olf |
Olg |
Olh |
Oli |
Olj |
Olk |
Oll |
Olm |
Oln |
Olo |
Olp |
Olr |
Ols |
Olt |
Olu |
Olv |
Olw |
Oly |
Olz
Die Liste der Biografien führt alle Personen auf, die in der deutschsprachigen Wikipedia einen Artikel haben. Dieses ist eine Teilliste mit 60 Einträgen von Personen, deren Namen mit den Buchstaben „Olo“ beginnt.

## Olo
- Olo, Benjamín (* 1985), äquatorialguineischer Fußballspieler

### Oloa
- O’Loan, Nuala, Baroness O’Loan (* 1951), britische Politikerin und Life Peeress

### Olof
- Ólöf Arnalds (* 1980), isländische Musikerin
- Olof II. Björnsson († 975), König von Schweden
- Ólöf Nordal (1966–2017), isländische Politikerin (Unabhängigkeitspartei) und Innenministerin Islands
- Ólöf Sigríður Kristinsdóttir (* 2003), isländische Fußballspielerin
- Olof Skötkonung, erster christlicher König SchwedensOlof Skötkonung

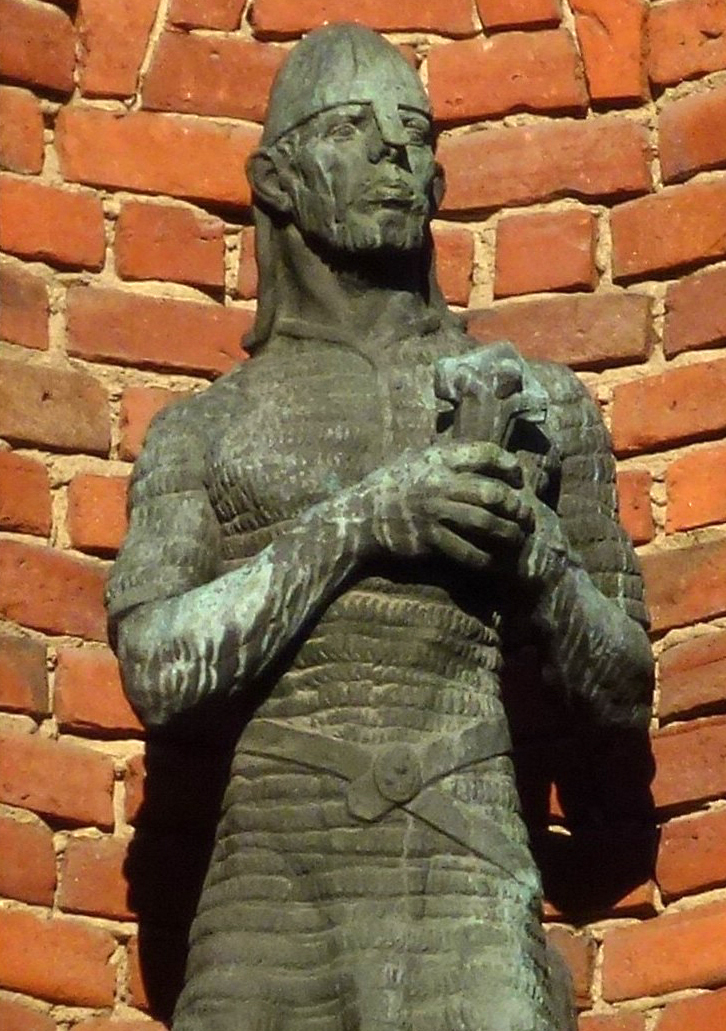
Olof Skötkonung

- Olof, Klaus Detlef (* 1939), deutscher Literaturübersetzer
- Olof, Theo (1924–2012), niederländischer Violinist
- Oloff, Ephraim (1685–1735), deutscher lutherischer Pfarrer im polnisch-preußischen Elbing und Thorn, Verfasser einer Sammlung polnischer Kirchenlieder und einer polnischen Liedergeschichte
- Oloff, Martin (1652–1715), deutscher lutherischer Pfarrer im Königreich Polen
- Olofinjana, Seyi (* 1980), nigerianischer Fußballspieler
- Olofson, Christina (* 1948), schwedische Regisseurin, Drehbuchautorin und Filmproduzentin
- Olofsson, Anders (1952–2008), schwedischer Autorennfahrer
- Olofsson, Anna (* 1981), schwedische Snowboarderin
- Olofsson, Clark (1947–2025), schwedischer Krimineller
- Olofsson, Freja (* 1998), schwedische Fußballspielerin
- Olofsson, Gustav (* 1994), schwedischer Eishockeyspieler
- Olofsson, Herbert (1910–1978), schwedischer Ringer
- Olofsson, Kjell (* 1965), schwedischer Fußballspieler
- Olofsson, Lars (* 1954), schwedischer Manager
- Olofsson, Linda (* 1972), schwedische Schwimmerin
- Olofsson, Martin (* 1976), schwedischer Unihockeyspieler
- Olofsson, Maud (* 1955), schwedische Politikerin, Mitglied des Riksdag
- Olofsson, Seth (1915–1970), schwedischer Militärpatrouillenläufer
- Olofsson, Tess (* 1988), schwedische FußballschiedsrichterinTess Olofsson (* 1988)

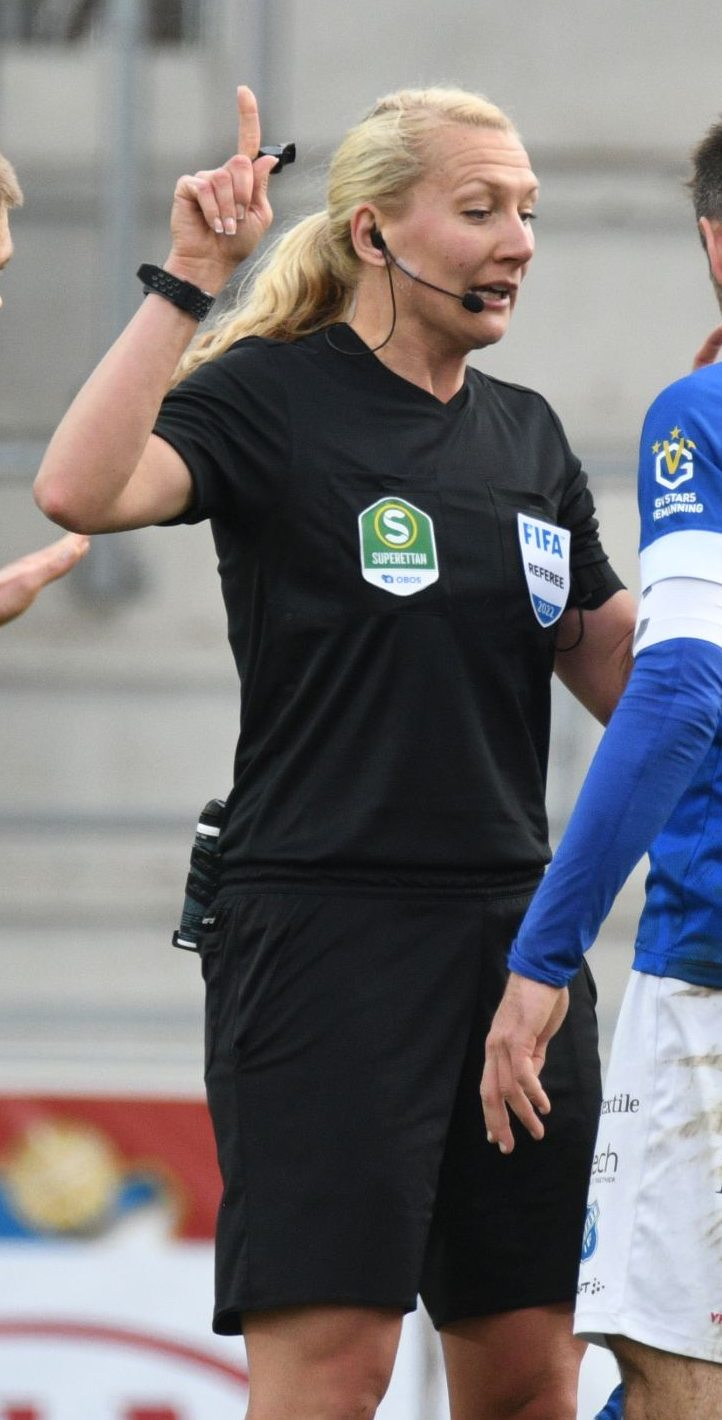
Tess Olofsson (* 1988)

- Olofsson, Victor (* 1995), schwedischer Eishockeyspieler
- Olofua, Godwin (* 1999), nigerianischer Badmintonspieler

### Olog
- Ologonowa, Irina Igorewna (* 1990), russische Ringerin

### Oloi
- Oloixarac, Pola (* 1977), argentinische Schriftstellerin, Journalistin und Übersetzerin

### Olok
- Oloko, Athanase (* 1965), kamerunischer Leichtathlet

### Olom
- Olombe Atelumbu Musilamu, Gustave (1927–2011), kongolesischer Geistlicher, Bischof von Wamba
- Olomidé, Koffi (* 1956), kongolesischer Musiker
- Olomoucký, Augustin (1467–1513), tschechischer Humanist, Schriftsteller und Kunstsammler

### Olon
- Olona Choclán, Macarena (* 1979), spanische Politikerin
- Olonetzky, Nadine (* 1962), Schweizer Autorin
- Olonkin, Gennadi Nikititsch (1898–1960), russisch-norwegischer Funker und Polarforscher

### Olor
- Olorga, Tamara (* 1988), österreichische Musikerin
- Olorundare, Dele (* 1992), nigerianischer Fußballspieler
- Olorunleke, Mathew (* 1983), nigerianischer Fußballspieler
- Olorunmolu, Martin Dada Abejide (* 1948), nigerianischer Priester, Bischof von Lokoja
- Olorunsola, Obiageli (* 1962), nigerianische Badmintonspielerin

### Olos
- Olosunde, Matthew (* 1998), US-amerikanischer Fußballspieler

### Olou
- O’Loughlin, Alex (* 1976), australischer SchauspielerAlex O’Loughlin (* 1976)

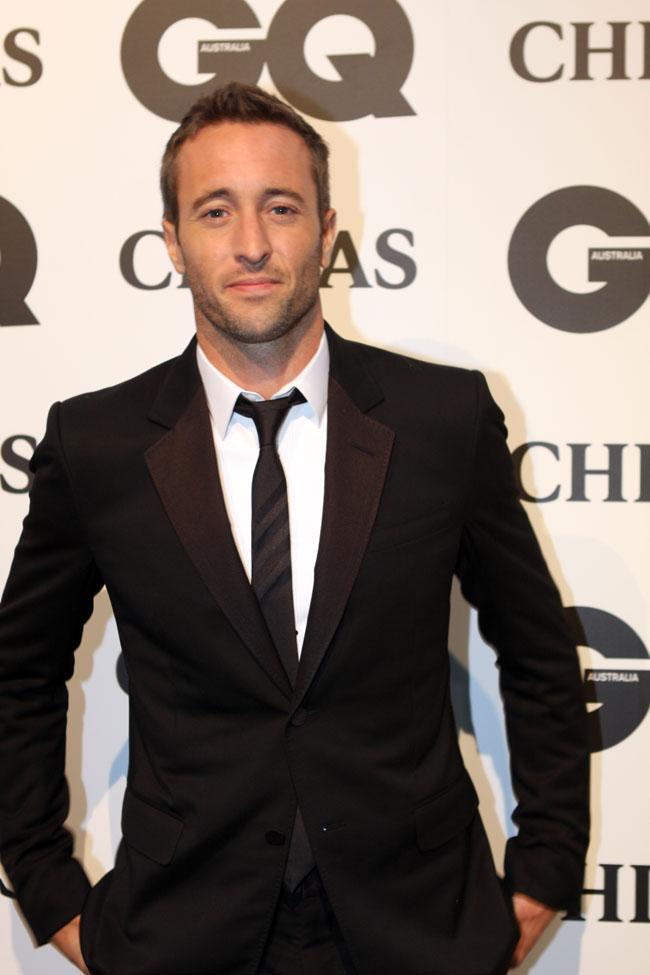
Alex O’Loughlin (* 1976)

- O’Loughlin, David (* 1978), irischer Radrennfahrer
- O’Loughlin, Errol (* 1984), Fußballspieler aus St. Kitts und Nevis
- O’Loughlin, Fiona (* 1965), irische Politikerin (Fianna Fáil)
- O’Loughlin, Gerald S. (1921–2015), US-amerikanischer Schauspieler
- O’Loughlin, Jennifer, US-amerikanische Opernsängerin
- O’Loughlin, Laurence (1854–1927), australischer Politiker, Sprecher des South Australian House of Assembly

### Olov
- Olov Lambatunga († 1206), Erzbischof von Uppsala
- O’Lovely, Olivia (* 1976), US-amerikanische PornodarstellerinOlivia O’Lovely (* 1976)

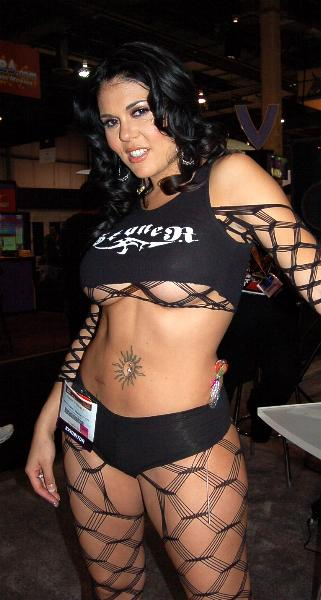
Olivia O’Lovely (* 1976)

### Olow
- Olowokandi, Michael (* 1975), britisch-nigerianischer Basketballspieler
- Olowora, Aminat (* 1994), nigerianische Mittel- und Langstreckenläuferin
- Olowoyo, Carmie (* 1978), australischer Basketballspieler
- Ołowska, Paulina (* 1976), polnische Malerin, Installationskünstlerin, Videokünstlerin und Performancekünstlerin
- Olowu, Elizabeth, nigerianische Bildhauerin
- Olowu, Karim (1924–2019), nigerianischer Weitspringer und Sprinter
- Olowu, Pius (* 1948), ugandischer Sprinter

### Oloz
- Olózaga, Salustiano (1805–1873), spanischer Schriftsteller, Politiker und Ministerpräsident Spaniens (Presidente del Gobierno)